# Narcissus montserratii
Narcissus montserratii är en amaryllisväxtart som beskrevs av Francisco Javier Fernández Casas och Rivas Ponce. Narcissus montserratii ingår i släktet narcisser, och familjen amaryllisväxter.
Artens utbredningsområde är Spanien. Inga underarter finns listade i Catalogue of Life.